# Aziz Nesin
Aziz Nesin (né Mehmet Nusret le 20 décembre 1915 à Heybeliada, İstanbul et mort le 5 juillet 1995 à Alaçatı, Çeşme, province d'İzmir) est un écrivain, journaliste, chroniqueur, éditorialiste, dramaturge et humoriste turc. Il est l'auteur d'une centaine de romans, de pièces de théâtre et de poèmes. Écrivain prolifique et athée, Aziz Nesin est, d'après l'Index Translationum de l'UNESCO, le quatrième écrivain turc le plus traduit dans le monde. Il est le père du mathématicien et vulgarisateur scientifique Ali Nesin.

## Biographie

### Enfance
Le père d'Aziz Nesin, Abdülaziz, vivait au village Ocaktaşı (tr) à Şebinkarahisar, Giresun. Il a déménagé à Constantinople où il a travaillé comme jardinier.

### Vie professionnelle
Diplômé de l'école militaire d'Ankara (Ankara Harp Okulu), il travailla pour l'armée en Anatolie et en Thrace en tant qu'officier. 
À partir de 1941, pendant la Seconde Guerre mondiale, il eut une mission de deux ans dans un campement en Thrace. En 1942, il rejoignit le commandement d'Erzurum et fut grièvement blessé par une bombe. En 1944, il s'inscrivit à la première formation de tank. La même année, à Zonguldak il fut chargé de construire des locaux de canon pour la défense antiaérienne. Devenu lieutenant, il fut écarté du service militaire en raison d'une « mauvaise utilisation de sa fonction et de son pouvoir ». 
Après avoir quitté l'armée en 1945, il se lança dans le journalisme. Il commença sa carrière journalistique à la rédaction du magazine Yedigün (Sept jours) dirigé par Sedat Simavi (en). Ensuite, il fut rédacteur pour le journal Karagöz. Pendant ces années, il travailla également comme dramaturge professionnel et occupa une position d'éditorialiste dans le journal Tan (« aurore » ou « aube » en français). Le 4 décembre 1946, les bureaux du journal furent incendiés par un groupe de jeunes étudiants. À la suite de cet événement, il se lança dans la publication du magazine hebdomadaire Cumartesi (« samedi »). Il travailla ensuite pour le compte de Vatan (« patrie »). La même année il publia une brochure de seize pages intitulée Parti Kurmak Parti Vurmak (« Construire un parti, frapper un parti »).
En 1946, il se lança dans la publication du journal satirique Marko Paşa (tr) avec Sabahattin Ali. Ce journal acerbe, qui sut critiquer les politiciens de l'époque, connu un vif succès, malgré les innombrables tentatives de fermeture. Durant ces années, les écrivains et autres journalistes à contre-courant de l'establishment étaient sans arrêt l'objet de procès. Un récit qui critiquait vivement l'aide américaine à la Turquie lui coûta le 12 août 1947 dix mois de prison ferme et trois mois et dix jours de résidence surveillée à Bursa.
Aziz Nesin publia son deuxième livre Azizname en 1948. Ce livre satirique lui valut un nouveau procès. Emprisonné pendant quatre mois, au terme desquels il fut libéré sans avoir été condamné. En 1949, la princesse Élisabeth, le chah d'Iran Reza Pahlavi et le roi d'Égypte Faruk se plaignirent de ses articles qualifiés d'« humiliants » au gouvernement turc. Il y eut un procès et Aziz Nesin fut condamné, cette fois-ci, à six mois de prison ferme.
En 1952, il ouvrit la librairie Oluş à Levent, Istanbul, et s'occupa de la distribution des journaux dans ce même quartier. Voyant que cela ne suffisait pas à subvenir aux besoins de ses deux enfants, il construisit, en 1953, le studio de photographie Paradi avec un associé. En 1954, il commença à écrire des histoires courtes dans le magazine Akbaba (tr) (Vautour) sous un pseudonyme. Aziz Nesin utilisa en tout et pour tout quelque 200 pseudonymes.
Pendant les graves événements de 1955, les 6 et 7 septembre à Istanbul, Aziz Nesin fut arrêté.
En 1956, il construisit la maison d'édition Düşün (« réfléchies ») avec Kemal Tahir (en). En 1958 cette maison d'édition fusionna avec le magazine intitulé Dolmuş-Karikatür et continua à fonctionner jusqu'en 1963. En même temps il travailla comme chroniqueur dans les journaux intitulés Yeni Gazete, Akşam et Tanin. En 1962, il publia le journal humoristique Zübük.
En 1956 en Italie (à Bordighera), il remporta le premier prix dans le concours international d'humour avec son histoire intitulée Kazan Töreni (La Cérémonie de la marmite). L'année suivante il remporta à nouveau le même prix avec son histoire intitulée Fil Hamdi (Hamdi, l'éléphant). En 1960, il fit don de son premier prix au trésor public.
À la suite de l'incident de sa maison d'édition en 1963, il s'occupa juste de l'écriture. La première fois en 1965 (il obtint cette possibilité à 50 ans) il prit un passeport. Il participa à la réunion des écrivains anti-fascistes à Berlin et Weimar en tant qu'invité. Durant ce premier voyage international, il alla aussi en Pologne, URSS, Roumanie et Bulgarie.
En 1966, en Bulgarie, il gagna le premier prix « Hérisson d'or » lors d'un concours international d'humour avec son histoire intitulée Vatani Vazife. En 1968, il gagna le prix de première place dans le concours de dramaturgie nommé Karagöz organisé par le journal Milliyet avec sa pièce de théâtre intitulé "Üç Karagöz" ("trois Karaghiosis" en français). Il obtint ensuite, en 1969 le prix de première place Krokodil à Moscou lors d'un concours international d'humour avec son histoire intitulée İnsanlar Uyanıyor (Les gens se réveillent en français) et en 1970 le prix de dramaturgie de l'Institution Turque de Langue avec sa pièce de théâtre intitulé Çiçu.
En 1972, il fonda la Fondation Nesin. Il se chargea du soin et de l'éducation d'un certain nombre d'enfants pauvres sans famille. Il laissa le revenu de ses livres à sa fondation. 
Entre 1976-1980, il publia l’Annuaire de Littérature de la Fondation Nesin qui regroupe des œuvres choisis de la littérature. Il obtint le prix Lotus de l'Union des écrivains Asie-Afrique. Il participa alors à la cérémonie organisée à Manille dans les Philippines en 1975 pour chercher son prix Lotus. En 1976, à Gabrovo en Bulgarie, il gagna le concours de livres d'anecdotes et recevra le prix Hitar Petar. En 1977, il fut choisi le président du Syndicat des écrivains turcs et il continua cette mission pendant plusieurs années. 
En 1978, il gagna le prix de roman de Madaralı (tr) grâce à son roman intitulé Yaşar Ne Yaşar Ne Yaşamaz (Yaşar, ni il vit ni il ne vit pas en français). En 1982, il participa à la réunion de l'Union des écrivains Asie-Afrique au Viêt Nam. Au retour à Moscou, il eut des problèmes cardiaques et il eut dû passer un mois en traitement dans un centre spécialisé.
En 1983, il fut invité à la réunion internationale organisée par l'Université Indiana aux États-Unis mais puisque son passeport lui était retiré, il ne put pas participer.
Le 20 décembre 1984, une cérémonie pour son 70e anniversaire eut lieu dans la salle de cinéma Şan. En 1985, il entreprit la construction de l'entreprise Ekin. La même année, il fut choisi comme membre d'honneur au club PEN et il obtint le prix de l'écrivain choisi par le peuple organisé par TÜYAP (tr).
En 1989, il eut un rôle important pour le rassemblement du « Congrès de Démocratie ». Il fut un des deux présidents du comité de suivi de démocratie formé durant ce congrès. Il reçut la même année, la médaille d'or de Tolstoy donnée par la fondation d'enfants Soviets.
Le 19 mars 1990 il fêta son 75e anniversaire à la société d'art d'Ankara. Il partit à Sivas le 2 juillet 1993 pour participer aux événements de Pir Sultan Abdal. Il sortit vivant des massacres de Sivas (voir les articles connexes) où 37 personnes décédèrent.
L'écrivain décéda d'une crise cardiaque dans la nuit du 5 au 6 juillet 1995 à Çeşme Alaçatı où il se trouvait pour une journée de signature. Son corps fut porté le 6 juillet à la faculté de médecin Çapa à Istanbul pour l'autopsie. Il fut enterré le 7 juillet 1995 sans aucune cérémonie en respectant son testament dans un endroit non marqué dans le jardin de la Fondation Nesin à Çatalca. Après 80 années de combat, il laissa derrière lui d'innombrables réussites et la Fondation Nesin.
Dans le cadre du Festival de Film International d'Ankara, un prix nommé « Prix de Travail d'Aziz Nesin » est distribué.